# Tom et Jerry Kids
Pour les articles homonymes, voir Tom et Jerry (homonymie).
Tom et Jerry Comédie Show Tom et Jerry Tales
Tom et Jerry Kids (The Tom & Jerry Kids Show) est une série d'animation américaine en 65 épisodes de 21 minutes (195 segments de 7 minutes), coproduite par Hanna-Barbera Productions et Turner Entertainment, mettant en scène le duo Tom et Jerry lorsqu'ils étaient chaton et souriceau, respectivement. La série est initialement diffusée du 8 septembre 1990 au 4 décembre 1993 dans le bloc de programme Fox Kids.
En France, les saisons 1 et 2 ont été diffusées à partir du 7 mars 1991 dans l'émission Canaille Peluche sur Canal+. Rediffusion à partir de juillet 1992 dans la case de 20 h 5 sur FR3. Diffusion des saisons 2, 3 et 4 inédites du 1er juillet 1995 au 31 août 1996 dans Hanna-Barbera Dingue Dong sur France 2, à partir du 31 août 1992 dans l'émission M6 Kid sur M6, et rediffusée depuis le 3 novembre 2016 dans l'émission Cartoon+ sur Canal+ Family.
Au Québec, une série Tom et Jerry est diffusée dès le 2 septembre 1996 sur Canal Famille ainsi qu'à partir du 29 novembre 1997 sur Télétoon. Le titre Tom et Jerry Kids apparaît dans le télé-horaire dès 9 janvier 1999 à Télétoon.

## Synopsis
Les épisodes mettent en scène le duo Tom et Jerry lorsqu'ils étaient chaton et souriceau, respectivement. Ils sont également accompagnés d'autres personnages tels que Droopy et Dripple, et Spike et Tyke.

## Développement
La série est une coproduction des studios Hanna-Barbera Productions et Turner Entertainment, ce dernier ayant racheté les droits de la franchise Tom et Jerry en 1986 à MGM.

## Doublage français
- Maurice Sarfati : Tom
- Francine Lainé : Jerry, Miss Vavoum
- Guy Montagné : Droopy, Dripple, Spike, Tyke (voix 1)
- Roger Carel : Droopy, Dripple, Spike, Tyke (voix 2)
- Michel Muller : McWolf (1re voix)
- Jean-François Kopf : McWolf (2e voix)
- Jacques Ferrière
- Emmanuel Karsen

## Épisodes

### Saison 1 (1990)
1. Fichu Fido / La Mine de Droopy / Un après-midi de toutou (Flippin' Fido / Dakota Droopy & The Lost Dutch Boy Mine / Dog Daze Afternoon)
2. Les jouets seront toujours des jouets / La Groupe à la mode / Un ami très enrhumé (Toys Will Be Toys / Droopy Delivers / My Pal)
3. Des petits copains préhistoriques / Les Super héros / Marvin le magnifique (Prehistoric Pals / Super Droop and Dripple Boy Meet the Yoker / Marvelous Marvin)
4. Une souris pas comme les autres / Une mauvaise éducation Le chien venu de l'espace (Bat Mouse / Puss'n Pups / Outer Space Rover)
5. Un concert pas comme les autres / Fido fait du sport / De si gentilles petites souris (The Vermin / Aerobic Droopy / Mouse Scouts)
6. Tom en voit de belles / Spike, un père héroique / Super souris (Sugar Belle Loves Tom, Sometimes / Super Duper Spike / Mall Mouse)
7. Chao cosmique / Attention au fantôme / Une journée à la plage (Cosmic Chaos / Droopy of the Opera / Beach Bummers)
8. L'alligator a toujours raison / Un matou très serviable / La souris médievale (Gator, Baiter / Hoodwinked Cat / Medieval Mouse)
9. Un réconfort encombrant / Droopio et Juliette / Une histoire totalement impossible (Clyde to the Rescue / Droopio & Juliet / Maze Monster Zap Men)
10. Le Petit Condor / Le Pirate de l'année / Tom est le plus beau (Crash Condor / Yo Ho Ho… Bub / Scrub-a-Dub Tom)
11. L'Abominable chat des neiges / Le Caniche maltais / Le Roi de la jungle (No Biz Like Snow Biz / The Maltese Poodle / Cast Away Tom)
12. Les Petits extra-terrestres / La Poursuite infernale / Une course palpitante (The Little Urfulls / Droopo: The First Bloodhound / Indy Mouse 500)
13. Un spécialiste très spécial / La Légion très étrangère / Urfo est de retour (Exterminator Cometh / Foreign Legion Frenzy / Urfo Returns)

### Saison 2 (1991)
1. Cirque à l'ancienne (Circus Antics) / La perle du désert (Très Sheik Poodles) / Chiens et chats (Head Banger Buddy)
2. Remise en forme (Pump'Em Up Pals) / Droopyland (Droopyland) / Appareillage anti-souris (The Exterminator Cometh... Again)
3. La Maman de Jerry (Jerry's Mother) / Pour les beaux yeux de la chanteuse (Stage Fright) / Tom a des angoisses (Tom's Terror)
4. Pauvre Gino (Who are You Kitten) / Droopy à Broadway (Broadway Droopy) / Tom et Jerry flibustiers (Pussycat Pirate)
5. La fête des pères (Father's Day) / Châtiment céleste (Scourge of the Sky) / Poudre d'escampette le super écureuil (Lightning Bolt the Super Squirrel)
6. Les musiciens de la cour (Amademouse) / L'idole des plages (Muscle Beach Droopy) / Le pingouin chanteur (Perky the Fish Pinching Penguin)
7. Antonio le roi du lasso (Slowpoke Antonio) / Attention aux fantômes (Haunted Droopy) / La souris sauvage (Wild Mouse)
8. Attrapez la souris (Catch That Mouse) / Le chevalier Droopy (Good Knight Droopy) / Bon anniversaire (Birthday Surprise)
9. Cléocatra (Cleocatra) / Mc Wolfenstein (McWolfenstein) / Suite et poursuite (Chase School)
10. Zorrito (Zorrito) / Profession: détective privé (Deep Sleep Droopy) / La migration (Hard to Swallow)
11. Un chien venu d'ailleurs (The Little Thinker) / Le rat qui fait du rap (Rap Rat is Where It's At) / Un charmant petit camarade de jeu (My Pet)
12. Tom et Jerry, pilotes de course (The Calaboose Cal 495) / Le retour de l'armoire à glace (Return of the Chubby Man) / La grande réconciliation (Chumpy Chums)
13. Jerry des Bois et ses joyeux compagnons (Jerry Hood and His Merry Meeces) / Le robot destructeur (Eradicator Droopy) / Promenade en forêt (Tyke on a Hike)

### Saison 3 (1992)
1. La planète des chiens (The Planet Dogmania) / Y'a pas pire qu'un vampire (McWolfula) / Le guerrier (Catawumpus Cat)
2. Aventure dans l'ouest (Pest in the West) / Double O Droopy (Double 'o' Droopy) / Tom garde le bébé (Tom, the Babysitter)
3. Course aux armements (Gas Blaster Puss) / La peur de voler (Fear of Flying) / Une belle militaire (Mess Hall Mouser)
4. Les pauvres orphelins (Toliver's Twist) / Le barrage du castor (Boomer Beaver) / Laissez passer Droopy (Pony Express Droopy)
5. La bande des motards (Krazy Klaws) / Tyke fait du vélo (Tyke on a Bike) / Le roi de la jungle (Tarmutt of the Apes)
6. La sirène des larmes (Tom's Mermousse Mess-Up) / Une bonne leçon (Here's Sand in Your Face) / Droopy, héros de l'espace (Deep Space Droopy)
7. Scènes de ménage (Termi-Maid) / La pêche miraculeuse (The Fish That Shoulda Got Away) / Droopy et le rhinocéros (Droopy's Rhino)
8. Des visiteurs d'un soir (The Break 'n' Entry Boyz) / Pas drôle ce zèbre (Love Me, Love My Zebra) / Droopy dans la jungle (Dakota Droopy Returns)
9. Le manoir maudit (Doom Manor) / Le barbecue raté (Barbeque Bust-Up) / Les fabuleux Droopy et Dripple (The Fabulous Droopy & Dripple)
10. S.O.S. Ninja (S.O.S. Ninja) / Tyke, pilote de course (The Pink Powder Puff Racer) / Droopy, laveur de voitures (Car Wash Droopy)
11. Un parcours accidenté (Go-pher Help) / Droopy sur les pentes (Downhill Droopy) / Un gardien vigilant (Down in the Dumps)
12. Le chat catastrophe (Catastrophe Cat) / Droopy et le dragon (Droopy and the Dragon) / La souris sauvage (Wild Mouse II)
13. Un cadeau empoisonné (Tom's Double Trouble) / La première traversée (High Seas Hijinks) / Le cowboy matador (Just Rambling Along)
14. Le chat de garde (The Watchcat) / La course de traîneaux (Go With the Floe) / Droopy dans la police montée (Pooches in Peril)
15. Un gibier récalcitrant (Catch as Cat Can) / Un génie encombrant (I Dream of Cheezy) / Le chat peureux (Fraidy Cat)
16. Une petite chanson (Sing Along with Slowpoke) / Le pilleur de train (Dakota Droopy and the Great Train Robbery) / Droopy au tribunal (Droopy Law)
17. La doublure (Stunt Cat) / Un ennemi invisible (See No Evil) / Vous avez dit Picnic ? (This is No Picnic)
18. Un concert pas comme les autres (Scrapheap Symphony) / Le lion végétarien (Circus Cat) / La chasse aux trésors (Cajun Gumbo)
19. Le trophée manquant (Hunter Pierre) / Une partie de base-ball (Battered Up) / Le dur métier de roi (Conquest of the Planet Irwin)
20. Des numéros de haute voltige (Big Top Droopy) / Jerry a trouvé la poule aux œufs d'or (Jerry and the Beanstalk) / Un athlète de haut niveau (High Speed Hounds)
21. Une souris de luxe (Penthouse Mouse) / Un crime passionnel (Twelve Angry Sheep) / Les fourmis attaquent (The Ant Attack)
22. Le roi du courrier (Mouse with a Message) / Un cœur à prendre (It's the Mad, Mad, Mad, Mad, Dr. McWolf) / Une souris pas comme les autres (Wild World of Bowling)
23. Star Toc (Star Wrek) / La banque du brouillard (Droop and Deliver) / Un sérieux mal de tête (Swallow the Swallow)
24. Un super écureuil trop bienveillant (Lightning Bolt, the Super Squirrel Strikes Again) / Un dragon mal dans ses écailles (Surely You Joust) / Un desperado difficile à déloger (Rootin' Tootin' Slowpoke)
25. Au feu les pompiers (Firehouse Mouse) / L'empereur de Droopluma (The Wrath of Dark Wolf) / Les deux enchaînés (Pound Hound)
26. Un château bien gardé (The Ghost of Castle McLochjaw) / Des clones de clowns (A Thousand Clones) / Une patrouille agitée (Roughing It)

### Saison 4 (1993)
1. La ronde éternelle (As the Cheese Turns) / Le loup-garou de Londres (McWerewolf of London) / Attrape cet oiseau ! (Grab That Bird)
2. Une histoire de pré-histoire (Cave Mouse) / Le retour de McWolfenstein (McWolfenstein Returns) / Une construction destructive (Destructive Construction)
3. La souris extraterrestre (Alien Mouse) / Cochon d'affameur (Droopy Man) / Le parc de répulsion (Abusement Park)
4. La souris martienne (Martian Mouse) / Le loup noir contre-attaque (Darkwolf Strikes Back) / Le cochon boxeur (Knockout Pig)
5. L'apprenti mousquetaire (Musketeer Jr.) / Un aspirateur cosmique (Galaxy Droopy) / Le picnic sur la plage (Return of the Ants)
6. Le retour de Droopyman (Droopyman Returns) / Tom amoureux (Tom's Thumped) / Coquetterie te prendra (Droopnet)
7. Les héros de l'aviation (Right-Brother Droopy) / Une partie de super patins à roulettes (Cheap Skates) / Hollywood nous voilà (Hollywood Droopy)
8. Droopy au moyen âge (Fallen Archers) / Un cheval récalcitrant (When Knights Were Cold) / Une graine de star (The Mouth is Quicker Than the Eye)
9. Le mouton de la discorde (Mutton for Punishment) / Un conseiller de prix (Cat Counselor Cal) / L'exterminateur de termites (Termite Terminator)
10. La fiancée de McWolfenstein (Bride of McWolfenstein) / Un combat qui dure (Hillbilly Hootenanny) / El Smoocho (El Smoocho)
11. La finale de Hockey (Droopy Hockey) / Une souris pour deux (Hawkeye Tom) / Une vie de répit (No Tom Like the Present)
12. L'inspecteur Droopy (Dirty Droopy) / Une souris indésirable (Two Stepping Tom) / Le jeu en vaut la chandelle (Disc Temper)
13. Tous les coups sont permis au Volley Ball (Order in Volleyball Court) / La chasse à la souris (King Wildmouse, 10th Wonder of the World) / Une expérience concluante (Space Chase)

## Produits dérivés
En 1991, douze épisodes ont été commercialisés sous format VHS aux États-Unis. En Allemagne, la série est commercialisée en DVD et distribuée par Kinowelt Home Entertainment le 11 juillet 2008.

## Récompenses et nominations
Tom et Jerry Kids est nommé au Daytime Emmy en 1992.